# Sandsjärv
Sandsjärv är en sjö i Överkalix kommun i Norrbotten och ingår i Kalixälvens huvudavrinningsområde. Sjön har en area på 3,44 kvadratkilometer och ligger 59 meter över havet. Sjön avvattnas av vattendraget Kvarnbäcken.

## Delavrinningsområde
Sandsjärv ingår i det delavrinningsområde (737791-180792) som SMHI kallar för Utloppet av Sandsjärv. Medelhöjden är 92 meter över havet och ytan är 29,07 kvadratkilometer. Räknas de 6 avrinningsområdena uppströms in blir den ackumulerade arean 80,73 kvadratkilometer. Kvarnbäcken som avvattnar avrinningsområdet har biflödesordning 3, vilket innebär att vattnet flödar genom totalt 3 vattendrag innan det når havet efter 83 kilometer. Avrinningsområdet består mestadels av skog (71 procent). Avrinningsområdet har 3,44 kvadratkilometer vattenytor vilket ger det en sjöprocent på 11,8 procent.